# Progreso (gemeente)
Progreso is een gemeente in de Mexicaanse deelstaat Yucatán. De hoofdplaats van Progreso is Progreso. De gemeente Progreso heeft een oppervlakte van 270,1 km².
De gemeente heeft 48.797 inwoners (2000). 3659 daarvan spreken een indiaanse taal, voornamelijk Yucateeks Maya en Chol.
De gemeente omvat naast de plaats Progreso de plaatsen Campestre Flamboyanes, Puerto Chicxulub, Chuburná Puerto en Chelem.

Abalá · Acanceh · Akil · Baca · Bokobá · Buctzotz · Cacalchén · Calotmul · Cansahcab · Cantamayec · Celestún · Cenotillo · Conkal · Cuncunul · Cuzamá · Chacsinkín · Chankom · Chapab · Chemax · Chicxulub Pueblo · Chichimilá · Chikindzonot · Chocholá · Chumayel · Dzan · Dzemul · Dzidzantún · Dzilam de Bravo · Dzilam González · Dzitás · Dzoncauich · Espita · Halachó · Hocabá · Hoctún · Homún · Huhí · Hunucmá · Ixil · Izamal · Kanasín · Kantunil · Kaua · Kinchil · Kopomá · Mama · Maní · Maxcanú · Mayapán · Mérida · Mocochá · Motul · Muna · Muxupip · Opichén · Oxkutzcab · Panabá · Peto · Progreso · Quintana Roo · Río Lagartos · Sacalum · Samahil · Sanahcat · San Felipe · Santa Elena · Seyé · Sinanché · Sotuta · Sucilá · Sudzal · Suma · Tahdziú · Tahmek · Teabo · Tecoh · Tekal de Venegas · Tekantó · Tekax · Tekit · Tekom · Telchac Pueblo · Telchac Puerto · Temax · Temozón · Tepakán · Tetiz · Teya · Ticul · Timucuy · Tinúm · Tixcacalcupul · Tixkokob · Tixméhuac · Tixpéhual · Tizimín · Tunkás · Tzucacab · Uayma · Ucú · Umán · Valladolid · Xocchel · Yaxcabá · Yaxkukul · Yobaín